# Herakleion (Ägypten)
Koordinaten: 31° 20′ 0″ N, 30° 9′ 0″ O

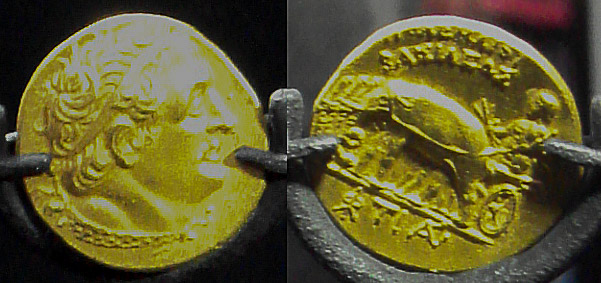
Ptolemäische Münzen aus dem untergegangenen Herakleion

Herakleion (altgriechisch Ἡράκλειον), auch Thonis (Θῶνις, vom altägyptischen Taḥont „der See“) genannt, war Ägyptens wichtigster Seehafen nach Griechenland in den beiden Jahrhunderten zwischen 550 und 331 v. Chr. Nach mehreren Katastrophen ging die Stadt endgültig im 8. Jahrhundert n. Chr. unter.

## Entdeckungsgeschichte

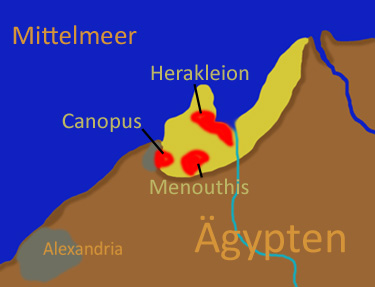
Ausschnitt von Nordägypten mit den untergegangenen Städten Kanopus, Herakleion und Menouthis (gelb: versunkenes Land; die türkisfarbene Linie stellt den heute versandeten herakleotischen Nilarm dar).

Herakleion lag – neben Menouthis und Teilen von Kanopus – in der Bucht von Abukir an einer Stelle, die heute etwa 6,5 Kilometer vor der Küste und knapp zehn Meter unter dem Meeresspiegel liegt. Die genaue Lage der durch Texte von Herodot und Strabon bekannten Stadt war seit ihrem Untergang vollständig in Vergessenheit geraten. Nach Vermessungsarbeiten ab 1997 wurde erst 2000 die genaue Position der antiken Stadt von Franck Goddio und seinem Team wiederentdeckt. Bei Ausgrabungen wurden Inschriften gefunden, aus denen erstmals erkannt wurde, dass das griechische Herakleion und das ägyptische Thonis dieselbe Stadt waren und dass auf diese Weise beide gleichzeitig gefunden wurden. Die wissenschaftliche Expertise dazu erstellten Jean Yoyotte und Anne-Sophie von Bomhard.
Herakleion war auf mehreren Inseln erbaut und von zahlreichen Kanälen durchzogen, von denen einer die Stadt mit dem nahegelegenen See verband, welcher den ägyptischen Namen der Stadt ergeben hatte. Während der geologischen Vermessung, die parallel zu den Freilegungen 2001 durchgeführt wurde, wurden Anlagen zwischen den Städten Herakleion und Kanopus entdeckt, die den Aufzeichnungen antiker Texte entsprechen und aufzeigen, dass tatsächlich mehrere Siedlungen in diesem nun versunkenen Teil Ägyptens existiert haben.
Im Zuge der Ausgrabungen konnten auch die Gründe ermittelt werden, warum die gewaltigen Bauten der Stadt innerhalb kürzester Zeit tief im Sand versunken waren. Ursache war eine Bodenverflüssigung in Folge eines Erdbebens, das auf das dritte Jahrhundert vor Christus datiert wird. Die Lage auf einem Alluvialboden aus Nil-Schlamm, der vollständig durchfeuchtet war, machte die Stadt verwundbar für den Verlust von Scherfestigkeit durch eine massive Erschütterung. Die Hauptgebäude der Stadt versanken annähernd intakt im Boden, darunter vor allem der zentrale Tempel des Amun. Mit dem Verlust des Tempels verlor die Stadt, die ihre Wichtigkeit weniger aus dem Handel, sondern vorwiegend aus der spirituellen Bedeutung der religiösen Verehrung von Amun und Osiris zog, ihren Existenzzweck. Stadt und Hafen verloren an Anerkennung und wurden nicht mehr gegen die ständige Erosion und Umlagerung der Schwemmfächer verteidigt. Im achten Jahrhundert nach Christus wurde sie völlig aufgegeben und vergessen.

## Herakles-Tempel
Seinen griechischen Namen Herakleion verdankte Thonis dem Tempel des Amun-Sohns und Mondgottes Chons, der hier als Heiler und Orakelgott verehrt wurde. Die Griechen setzten den jugendlichen Gott mit Herakles gleich. Laut Herodot soll der Chons-Tempel der erste Ort gewesen sein, in dem Herakles ägyptischen Boden betrat. Außerdem berichtet er von dem Abstecher des Trojaners Paris und der griechischen Königsgattin Helena nach Herakleion auf ihrer Flucht vor Menelaos, dem eifersüchtigen Herrscher Spartas, kurz bevor sie den Trojanischen Krieg auslösten. Später wurde das Heiligtum dem Amun gewidmet. Es wurden weiterhin Kolossalstatuen einer Königin als Isis-Verkörperung sowie des Nilgottes Hapi gefunden, die womöglich im Tempeleingang standen. Der Tempel spielte eine wichtige Rolle bei den Feierlichkeiten zu den Osiris-Mysterien. Diese Zeremonie wurde jedes Jahr in ganz Ägypten zu Ehren der Wiedergeburt des Gottes Osiris durchgeführt. Texte und Figuren in den Osiris-Kapellen im Tempel von Dendera und auf der Stele des königlichen Kanopus-Dekrets beschreiben die Einzelheiten der Feier. Dabei wurde in Thonis-Heracleion Osiris in seinem zeremoniellen Boot in einer Prozession vom großen Amun-Gereb-Tempel der Stadt zu seinem Heiligtum in Kanopus gebracht.

## Geschichte und Bedeutung
Die Gründung der Stadt wird für die Zeit nach der Regierung Psammetichs II. angesetzt, der Griechen als Söldner verpflichtete und ihnen zum Lohn Land an der Küste gab. Um den griechischen Einfluss gering zu halten, verfügte Pharao Amasis, dass der Aufenthalt von Griechen in Ägypten nur in Naukratis gestattet sei, sowie in dem dorthin führenden herakleotischen (auch kanopischen) Nilarm, an dessen Mündung die griechischen Städte Herakleion und Kanopus lagen. Als die Ptolemäer ihre Herrschaft über Ägypten begannen, löste Alexandria bald Herakleion als größten Seehafen Ägyptens ab.
Die Stadt Herakleion galt nicht nur als eines der prominentesten religiösen Zentren. Sie war seit dem 6. Jahrhundert v. Chr. auch ein reger Handelshafen. So verkündete die Inschrift einer 1899 in Naukratis entdeckten Stele aus dem Jahre 380 v. Chr.: „Zehn Prozent Zoll erhebt Pharao Nektanebos I. durch seine Schatzhausbeamten in Herakleion auf Gold, Silber, Holz und alle anderen Waren, die aus dem Meer der Griechen kommen, ebenso auf Güter aus Naukratis.“ Die Bedeutung der Stadt für den Seehandel geht aus den zahlreichen Hafenbecken, Kanälen sowie mehr als 120 gefundenen antiken Schiffswracks aus dem 6. bis 2. Jahrhundert v. Chr. hervor.